# Teișani (okręg Prahova)
Teișani – wieś w Rumunii, w okręgu Prahova, w gminie Teișani. W 2011 roku liczyła 1656 mieszkańców.